# اوی‌هارتیان
اوی‌هارتیان (به مجاری:  Újhartyán) یک شهرداری در مجارستان است که در ناحیه داباش واقع شده‌است. اوی‌هارتیان ۲۲٫۴۳ کیلومتر مربع مساحت و ۲٬۷۲۱ نفر جمعیت دارد.

## خواهرخوانده
شهر فرایبرگ آم نکار خواهرخواندهٔ اوی‌هارتیان هست.